# 康科德鎮區 (密蘇里州佩米斯科特縣)
康科德鎮區（英語：Concord Township）是位於美國密蘇里州佩米斯科特縣的一個行政鎮區。

## 地方資料
康科德鎮區的面積為157.04平方千米，當中陸地面積為141.16平方千米，而水域面積為15.88平方千米。根據2020年美國人口普查的數據，當地共有人口229人，而人口密度為每平方千米1.46人。